# لاورو
لاورو (به ایتالیایی: Lauro) یک منطقهٔ مسکونی در ایتالیا است که در استان آولینو واقع شده‌است.

## خصوصیات
لاورو ۱۱٫۱۰ کیلومترمربع مساحت و ۳٬۶۴۸ نفر جمعیت دارد و ۱۹۲ متر بالاتر از سطح دریا واقع شده‌است.